# Pete Sampras
Petros »Pete« Sampras, ameriški tenisač, * 12. avgust 1971, Potomac, Maryland, ZDA.
Sampras je v svoji petnajstletni teniški karieri osvojil štirinajst turnirjev za Grand Slam, kar je bil ob njegovi upokojitvi rekord, danes pa ga uvršča na tretje mesto po številu Grand Slamov, več sta jih osvojila Roger Federer in Rafael Nadal. Vodilni tenisač lestvice ATP ob koncu leta je bil kar šest let zapored, med letoma 1993 in 1998, kar je rekord v eri Odprtih prvenstev. 286 tednov je bil tudi vodilni na lestvici ATP, kar ga uvršča na drugo mesto vseh časov. Sedem osvojenih turnirjev za Odprto prvenstvo Anglije je bil rekord do leta 2017, ko ga je presegel Roger Federer. Pet zmag na turnirjih za Odprto prvenstvo ZDA je rekord v eri Odprtih prvenstev, ki si ga z njim delita še Jimmy Connors in Roger Federer. Leta 2007 je bil sprejet v Mednarodni teniški hram slavnih.

## Finali Grand Slamov (18)

### Zmage (14)
| Leto | Turnir                          | Nasprotnik v finalu | Rezultat finala               |
| 1990 | Odprto prvenstvo ZDA            | Andre Agassi        | 6–4, 6–3, 6–2                 |
| 1993 | Odprto prvenstvo Anglije (1)    | Jim Courier         | 7–6(3), 7–6(6), 3–6, 6–3      |
| 1993 | Odprto prvenstvo ZDA (2)        | Cédric Pioline      | 6–4, 6–4, 6–3                 |
| 1994 | Odprto prvenstvo Avstralije     | Todd Martin         | 7–6(4), 6–4, 6–4              |
| 1994 | Odprto prvenstvo Anglije (2)    | Goran Ivanišević    | 7–6(2), 7–6(5), 6–0           |
| 1995 | Odprto prvenstvo Anglije (3)    | Boris Becker        | 6–7(5), 6–2, 6–4, 6–2         |
| 1995 | Odprto prvenstvo ZDA (3)        | Andre Agassi        | 6–4, 6–3, 4–6, 7–5            |
| 1996 | Odprto prvenstvo ZDA (4)        | Michael Chang       | 6–1, 6–4, 7–6(3)              |
| 1997 | Odprto prvenstvo Avstralije (2) | Carlos Moyá         | 6–2, 6–3, 6–3                 |
| 1997 | Odprto prvenstvo Anglije (4)    | Cédric Pioline      | 6–4, 6–2, 6–4                 |
| 1998 | Odprto prvenstvo Anglije (5)    | Goran Ivanišević    | 6–7(2), 7–6(9), 6–4, 3–6, 6–2 |
| 1999 | Odprto prvenstvo Anglije (6)    | Andre Agassi        | 6–3, 6–4, 7–5                 |
| 2000 | Odprto prvenstvo Anglije (7)    | Patrick Rafter      | 6–7(10), 7–6(5), 6–4, 6–2     |
| 2002 | Odprto prvenstvo ZDA (5)        | Andre Agassi        | 6–3, 6–4, 5–7, 6–4            |

### Porazi (4)
| Leto | Turnir                      | Nasprotnik v finalu | Rezultat finala       |
| 1992 | Odprto prvenstvo ZDA        | Stefan Edberg       | 3–6, 6–4, 7–6(5), 6–2 |
| 1995 | Odprto prvenstvo Avstralije | Andre Agassi        | 4–6, 6–1, 7–6(6), 6–4 |
| 2000 | Odprto prvenstvo ZDA (2)    | Marat Safin         | 6–4, 6–3, 6–3         |
| 2001 | Odprto prvenstvo ZDA (3)    | Lleyton Hewitt      | 7–6(4), 6–1, 6–1      |